# Cell Reports
Cell Reports è una rivista scientifica sottoposta a revisione paritaria che pubblica articoli di ricerca in un'ampia gamma di discipline nell'ambito delle scienze della vita.  La rivista è stata fondata nel 2012 ed è la prima rivista ad accesso aperto pubblicata dalla Cell Press, un marchio della casa editrice Elsevier.

## Indicizzazione
La rivista è attualmente indicizzata da: PubMed, MEDLINE, Web of Science: Science Citation Index Expanded, e Scopus.
Nel 2022 la rivista ha un fattore di impatto pari a 8,8. Il FI 2022 a 5 anni è 9,9. Il Cite Score (2022) è 14,9.

## Riviste affiliate
Cell Reports ha altre riviste affiliate: Cell Reports Medicine, Cell Reports Methods, Cell Reports Physical Science e Cell Reports Sustainability.